# Pere Moyano Climent
Pere Moyano Climent (Granollers, 24 de novembre de 1933 - 11 de novembre de 2018) va ser president de l'EC Granollers i de l'Atlètic Vallès. També va ser jugador, delegat i directiu de l'Esport Club Granollers i, en els últims temps, havia estat l'encarregat de gestionar l'equip dels veterans del club. El 2012 va rebre el «Drac de Gaudí», una distinció especial del comitè dels àrbitres i l'octubre es va inaugurar al Casal de l'Esport de Granollers la llar del soci que va rebre el nom «Sala Pere Moyano». El 2014 i pòstumament el 2019 l'Esport Club li va retre un homenatge.